# Platycleis yalvaci
Platycleis yalvaci är en insektsart som först beskrevs av Demirsoy 1974.  Platycleis yalvaci ingår i släktet Platycleis och familjen vårtbitare. Inga underarter finns listade i Catalogue of Life.